# Categoría Primera A 1964
Die Categoría Primera A 1964 war die siebzehnte Austragung der kolumbianischen Fußballmeisterschaft. Die Meisterschaft konnte zum neunten Mal insgesamt und zum vierten Mal in Folge Millonarios vor Cúcuta Deportivo gewinnen. Torschützenkönig wurde wie im Vorjahr der Argentinier Omar Lorenzo Devanni von Unión Magdalena mit 28 Toren.
Es nahmen die gleichen 13 Mannschaften wie im Vorjahr teil.
Alle Mannschaften spielten viermal gegeneinander.

## Spaltung des kolumbianischen Fußballs
Parallel zum bereits existierenden Verband Asociación de Fútbol Colombiano (Adefutbol) wurde 1964 noch ein zweiter, in Konkurrenz stehender, Verband gegründet, die Federación Colombiana de Fútbol (Fedebol). Dieser entstand aus Protest einiger Vereine und Ligen an der Finanzpolitik des bestehenden Verbandes.
Die Meisterschaft konnte allerdings trotz der Spaltung regulär ausgetragen werden, da sie von der División Mayor del Fútbol Colombiano (DIMAYOR) veranstaltet wurde. Kolumbien wurde aber von der FIFA von allen internationalen Turnieren ausgeschlossen. Deswegen konnte der Meister nicht an der Copa Libertadores 1965 teilnehmen.
Das Problem konnte 1966 durch Eingreifen der FIFA gelöst werden. Durchsetzen konnte sich dann der Verband Federación Colombiana de Fútbol, jedoch mit der offiziellen Abkürzung Colfutbol.

## Teilnehmer
Die folgenden Vereine nahmen an der Spielzeit 1964 teil.
| Mannschaft                                          | Stadt       | Departamento       |
| --------------------------------------------------- | ----------- | ------------------ |
| América de Cali                                     | Cali        | Valle del Cauca    |
| Atlético Nacional                                   | Medellín    | Antioquia          |
| Atlético Bucaramanga                                | Bucaramanga | Santander          |
| Once Caldas                                         | Manizales   | Caldas             |
| Deportivo Cali                                      | Cali        | Valle del Cauca    |
| Cúcuta Deportivo                                    | Cúcuta      | Norte de Santander |
| Independiente Santa Fe                              | Bogotá      | Bogotá             |
| Unión Magdalena                                     | Santa Marta | Magdalena          |
| Independiente Medellín                              | Medellín    | Antioquia          |
| Millonarios                                         | Bogotá      | Bogotá             |
| Deportivo Pereira                                   | Pereira     | Caldas 1           |
| Deportes Quindío                                    | Armenia     | Caldas 1           |
| Deportes Tolima                                     | Ibagué      | Tolima             |
| 1 Quindío und Risaralda wurden erst 1966 gegründet. |             |                    |

## Tabelle
| Pl. | Verein                 | Sp. | S  | U  | N  | Tore    | Diff. | Punkte |
| --- | ---------------------- | --- | -- | -- | -- | ------- | ----- | ------ |
| 1.  | Millonarios (M, P)     | 48  | 21 | 15 | 12 | 087:720 | +15   | 57:39  |
| 2.  | Cúcuta Deportivo       | 48  | 19 | 18 | 11 | 079:570 | +22   | 56:40  |
| 3.  | Independiente Medellín | 48  | 19 | 16 | 13 | 085:730 | +12   | 54:42  |
| 4.  | Deportes Quindío       | 48  | 18 | 16 | 14 | 081:680 | +13   | 52:44  |
| 5.  | Deportivo Cali         | 48  | 15 | 21 | 12 | 083:710 | +12   | 51:45  |
| 6.  | Santa Fe               | 48  | 17 | 14 | 17 | 089:850 | +4    | 48:48  |
| 7.  | Deportivo Pereira      | 48  | 15 | 18 | 15 | 074:670 | +7    | 48:48  |
| 8.  | América de Cali        | 48  | 15 | 18 | 15 | 071:700 | +1    | 48:48  |
| 9.  | Atlético Nacional      | 48  | 17 | 13 | 18 | 085:830 | +2    | 47:49  |
| 10. | Unión Magdalena        | 48  | 16 | 12 | 20 | 078:930 | −15   | 44:52  |
| 11. | Deportes Tolima        | 48  | 12 | 17 | 19 | 063:840 | −21   | 41:55  |
| 12. | Once Caldas            | 48  | 13 | 14 | 21 | 064:940 | −30   | 40:56  |
| 13. | Atlético Bucaramanga   | 48  | 11 | 16 | 21 | 063:860 | −23   | 38:58  |

| (M, P) | Meister und Pokalsieger 1963: Millonarios |

## Torschützenliste
| Pl. | Spieler              | Mannschaft       | Tore |
| --- | -------------------- | ---------------- | ---- |
| 1.  | Omar Lorenzo Devanni | Unión Magdalena  | 28   |
| 2.  | José Marín           | Santa Fe         | 27   |
| 3.  | Edgardo López        | Deportes Tolima  | 24   |
|     | José Verdún          | Cúcuta Deportivo | 24   |